# 부천시의회
부천시의회는 경기도 부천시 지역을 관할하는 기초의회이다.